# FK Krasnaïa Zaria Léningrad
Maillots
Le Futbolny klub Krasnaïa Zaria Léningrad (en russe : Футбольный клуб Красная заря Ленинград), plus couramment abrégé en Krasnaïa Zaria Léningrad, est un club soviétique (russe) de football basé à Léningrad fondé en 1922 et disparu en 1940.
Il est l'un des clubs fondateurs de la première division soviétique lors de sa première édition au printemps 1936. Il prend par la suite part à la compétition durant le reste des années 1930 jusqu'à sa relégation en 1939 avant de disparaître l'année suivante.

## Histoire
Le club est fondé en 1922 dans les usines d’électroniques de Léningrad et prend dans un premier temps part aux compétitions locales. Il fait son entrée dans le championnat de la ville à partir de 1931 et l'emporte en 1934,.
Au moment de l'organisation du championnat soviétique au mois de mars 1936, le Krasnaïa Zaria est retenu en compagnie du Dinamo Léningrad pour représenter la ville de Léningrad au sein de la nouvelle première division lors pour la saison du printemps 1936. Au cours de celle-ci, le club connaît des résultats médiocres, ne remportant qu'un seul match pour un match nul et quatre défaites, et huit buts marqués pour vingt-et-un encaissés lors de ces six rencontres. Il termine ainsi la saison à la dernière place du classement, bien qu'étant à égalité de points avec le Dinamo Léningrad.
Ces débuts décevants sont par la suite rattrapés par un bon parcours en coupe nationale où l'équipe atteint le stade des demi-finales avant d'être éliminée par le Lokomotiv Moscou, futur vainqueur. Le championnat d'automne qui s'ensuit traduit également ce regain de forme, le club remportant cette trois rencontres sur sept et se plaçant dans le milieu de classement.
Les résultats retombent cependant très vite et le Krasnaïa Zaria termine la saison 1937 en avant dernière position devant le CDKA Moscou et est éliminé en coupe dès le premier tour contre les amateurs du Dzerjinets Vorochilovgrad.
Lors de l'exercice 1938 qui voit 26 équipes prendre part au championnat, le club, qui adopte à ce moment le nom Eletrik, parvient à se classer treizième en milieu de tableau et à conserver sa place dans l'élite. Cette année le voit également réussir un nouveau parcours probant dans la coupe où il arrive cette fois à atteindre la finale, perdue par la suite contre le Spartak Moscou.
Cette dernière bonne performance reste cependant sans suite et l'Elektrik termine l'année 1939 en avant-dernière position, devant le Dinamo Odessa et descend alors en deuxième division. Reprenant l'appellation Krasnaïa Zaria pour la saison 1940, l'équipe remporte le championnat du deuxième échelon devant notamment le Spartak Léningrad (en). Bien qu'étant promu sportivement dans l'élite, le club est finalement dissous à la fin de l'année 1940, ses meilleurs joueurs rejoignant les autres équipes locales du Dinamo et du Zénith Léningrad,.
Une autre équipe aux origines similaires créée par une autre usine locale, l'Elektrosila Léningrad, dispute la deuxième division soviétique en 1946 et est parfois considérée comme le successeur direct du Krasnaïa Zaria, bien qu'aucun lien n'existe entre les deux.

## Bilan sportif

### Palmarès
| Compétitions nationales |
| --- |
| - Coupe d'Union soviétique : - Finaliste : 1938. - Championnat d'Union soviétique de deuxième division (1) : - Champion : 1940. |

### Classements en championnat
La frise ci-dessous résume les classements successifs du club en championnat.

### Bilan par saison
| Saison           | Championnat | Championnat | Championnat | Championnat | Championnat | Championnat | Championnat | Championnat | Championnat | Championnat | Coupe d'URSS        |
| Saison           | Division    | Pos         | Pts         | J           | V           | N           | D           | BP          | BC          | Diff        | Coupe d'URSS        |
| ---------------- | ----------- | ----------- | ----------- | ----------- | ----------- | ----------- | ----------- | ----------- | ----------- | ----------- | ------------------- |
| 1936 (printemps) | 1re         | 7e          | 9           | 6           | 1           | 1           | 4           | 8           | 21          | -13         | Demi-finales        |
| 1936 (automne)   | 1re         | 5e          | 13          | 7           | 3           | 0           | 4           | 13          | 18          | -5          | Demi-finales        |
| 1937             | 1re         | 8e          | 28          | 16          | 4           | 4           | 8           | 17          | 31          | -14         | Premier tour        |
| 1938             | 1re         | 13e         | 24          | 25          | 8           | 8           | 9           | 42          | 44          | -2          | Finale              |
| 1939             | 1re         | 13e         | 17          | 26          | 6           | 5           | 15          | 32          | 49          | -17         | Seizièmes de finale |
| 1940             | 2e          | 1er         | 35          | 26          | 15          | 5           | 6           | 54          | 36          | +18         | —                   |

Légende
- Vice-champion ou finaliste de la compétition
- Relégation en division inférieure

## Entraîneurs du club
La liste ci-dessous présente les différents entraîneurs connus du club au cours de son histoire.
- Mikhaïl Okoun (ru) (août 1935-juillet 1938)
- Konstantin Lemechev (en) (1938-1940)